# Arnö, Enköpings kommun

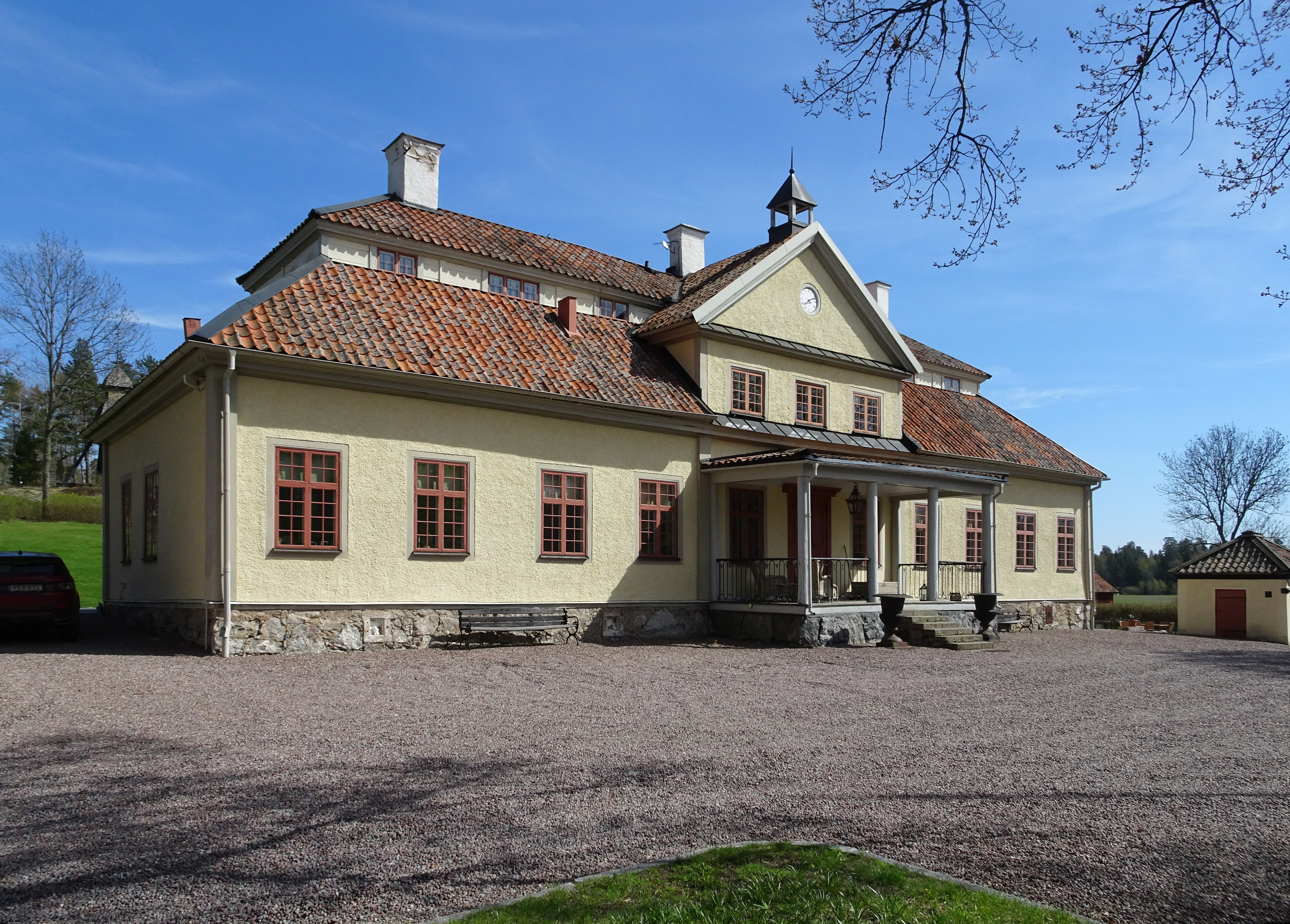
Arnöbergs huvudbyggnad.

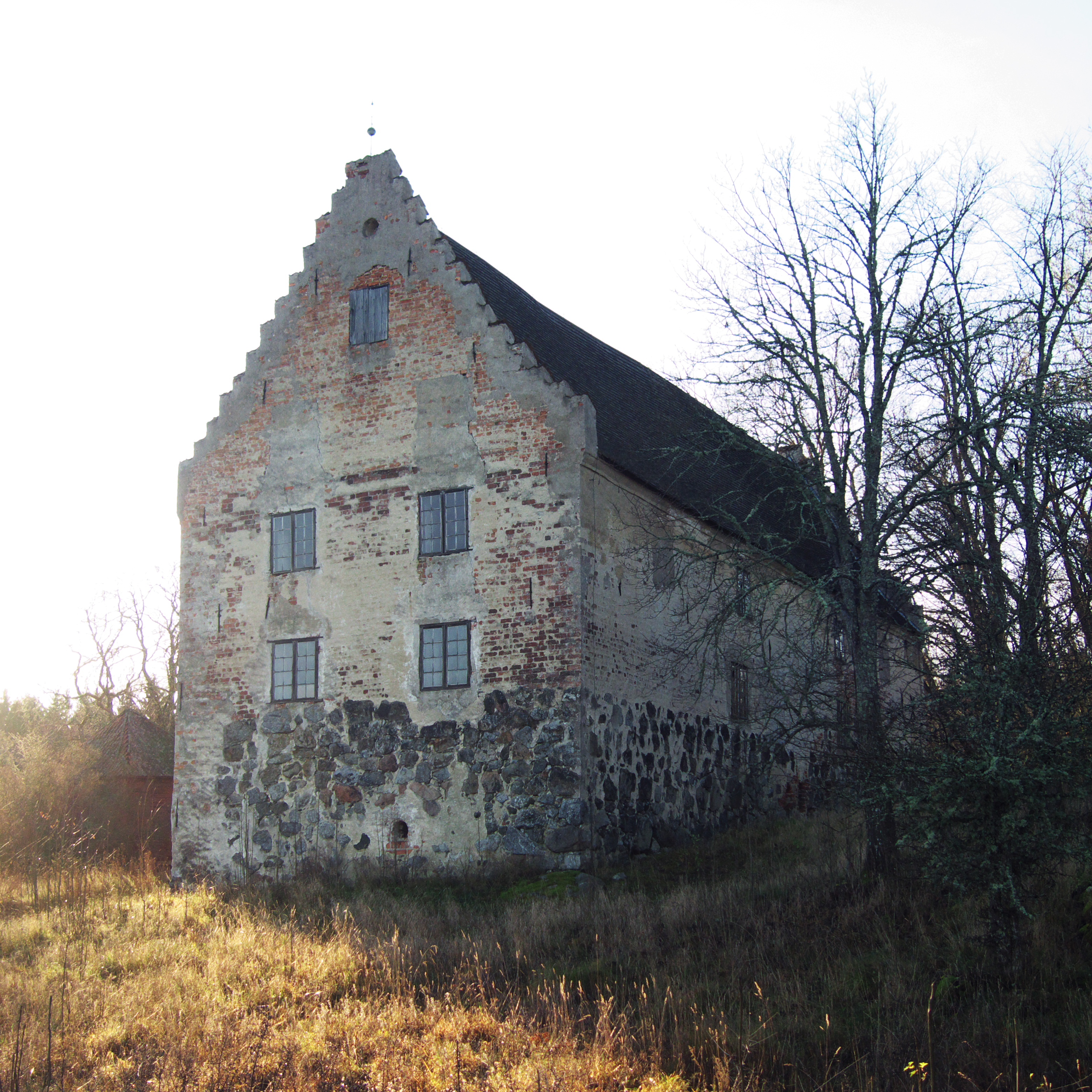
Utöhus

Arnö är en ö i Mälaren belägen norr om Selaön och väster om Grönsö i Enköpings kommun. Ön kallades tidigare även Bond-Arnö; det längre namnet används för att särskilja den från ön Biskops-Arnö, även den belägen i Mälaren. Ön har en yta av 8,97 kvadratkilometer.

## Allmänt
Arnö tillhörde Arnö socken som dock upplöstes 1943 varvid denna del överfördes till Kungs-Husby socken.  
Arn i ortsnamnet kommer från ett äldre namn för Örn. På ön finns en fornborg, troligen från 800-talet. 
På sydöstra delen av ön ligger Utö hus som sedan 1937 ägs av Vitterhetsakademien. På 1940-talet fanns åtta bondgårdar på ön, en skola fanns även på ön fram till 1951. Från mitten av 1900-talet kom ön att avfolkas, men ännu 2012 fanns 20 bofasta invånare på Arnö.

## Arnöbergs säteri
Arnöbergs säteri eller herrgård ligger 150 meter från Arnö kyrka och har spelat en betydande roll i öns historia. Arnöberg har anor från medeltiden och i källaren till dagens huvudbyggnad finns medeltida valv. 
Det var på initiativ av ägarna till Arnöberg som Arnö fick färjeförbindelse med fastlandet 1931. Säteriet innehades 2004 till 2015 av politikern Björn Rosengren.